# IC 2340
IC 2340 је лентикуларна галаксија у сазвјежђу Рак која се налази на листи објеката дубоког неба у Индекс каталогу.
Деклинација објекта је + 18° 44' 58" а ректасцензија 8h 23m 30,2s. Привидна величина (магнитуда) објекта IC 2340 износи 13,9 а фотографска магнитуда 14,9. IC 2340 је још познат и под ознакама MCG 3-22-6, CGCG 89-11, PGC 23544.